# Ryparosa wallichii
Ryparosa wallichii är en tvåhjärtbladig växtart som beskrevs av Henry Nicholas Ridley. Ryparosa wallichii ingår i släktet Ryparosa och familjen Achariaceae. Inga underarter finns listade i Catalogue of Life.